# Surajpur
Surajpur è una suddivisione dell'India, classificata come nagar panchayat, di 16.835 abitanti, situata nel distretto di Surguja, nello stato federato del Chhattisgarh. In base al numero di abitanti la città rientra nella classe IV (da 10.000 a 19.999 persone).

## Geografia fisica
La città è situata a 23° 13' 0 N e 82° 50' 60 E e ha un'altitudine di 527 m s.l.m..

## Società

### Evoluzione demografica
Al censimento del 2001 la popolazione di Surajpur assommava a 16.835 persone, delle quali 8.928 maschi e 7.907 femmine. I bambini di età inferiore o uguale ai sei anni assommavano a 2.615, dei quali 1.319 maschi e 1.296 femmine. Infine, coloro che erano in grado di saper almeno leggere e scrivere erano 11.063, dei quali 6.637 maschi e 4.426 femmine.